# Lago Vostok
El lago Vostok (en ruso: Озеро Восток, romanización Ozero Vostok, literalmente Lago del Oriente) es el más grande de los casi 400 lagos subglaciales conocidos de la Antártida. El lago está situado en el llamado polo del frío, ubicado debajo de la base rusa Vostok, a unos 3748 m de la superficie de la placa de hielo de la Antártida Oriental, aislado del exterior y protegido de la atmósfera. La superficie de este lago de agua dulce está aproximadamente 4000 m bajo la superficie del hielo, lo que la sitúa a unos 500 m bajo el nivel del mar. Mide 250 km de largo por 50 km de ancho en su parte más amplia, y cubre un área de 12 500 km² y una profundidad promedio de 432 m. Tiene un volumen estimado de 5400 km³. El lago se divide en dos cuencas profundas por una cresta. El agua líquida sobre la cresta tiene unos 200 metros de profundidad, en comparación con los casi 400 metros en la cuenca septentrional y 800 metros de profundidad en la meridional.
El nombre del lago proviene de la base científica Vostok, que a su vez lleva el nombre de un barco, la corbeta Vostok (Восток), que significa «oriente» u «este» en ruso. La existencia de un lago subglacial en la región de Vostok la sugirió por primera vez el geógrafo ruso Andréi Kapitsa, a partir de sondeos sísmicos realizados durante las expediciones antárticas soviéticas entre 1959 y 1964 para medir el espesor de la capa de hielo. Una posterior investigación dirigida en 1993 por científicos rusos y británicos llevó a la confirmación definitiva de la existencia del lago por J. P. Ridley, utilizando el altímetro láser ERS-1. El hielo que cubre la superficie proporciona un registro paleoclimático continuo de 400 000 años, aunque la masa de agua propia del lago se pudo haber aislado hace unos 15 a 25 millones de años. El 5 de febrero de 2012, un equipo de científicos rusos extrajo la muestra de hielo más larga hasta hoy, de 3768 m, y perforaron el escudo de hielo en la superficie del lago.
La primera muestra de agua recién congelada se obtuvo el 10 de enero de 2013, a una profundidad de 3406 m. Pero, tan pronto como se perforó la capa de hielo, el agua del lago subyacente brotó del pozo y se mezcló con el freón y el queroseno utilizado para mantener frío el pozo. En enero de 2015, se perforó un nuevo pozo «limpio» y se obtuvo una muestra de agua supuestamente virgen. El equipo ruso planeó hacer descender una sonda al interior del lago para recoger muestras de agua y sedimentos del fondo. La hipótesis del equipo es que se podrían encontrar formas insólitas de vida en la capa líquida del lago, una reserva de agua fósil. El lago contiene un ambiente sellado bajo el hielo durante millones de años, en unas condiciones probablemente parecidas a las del océano cubierto de hielo de la luna Europa de Júpiter o de Encélado de Saturno.

## Descubrimiento

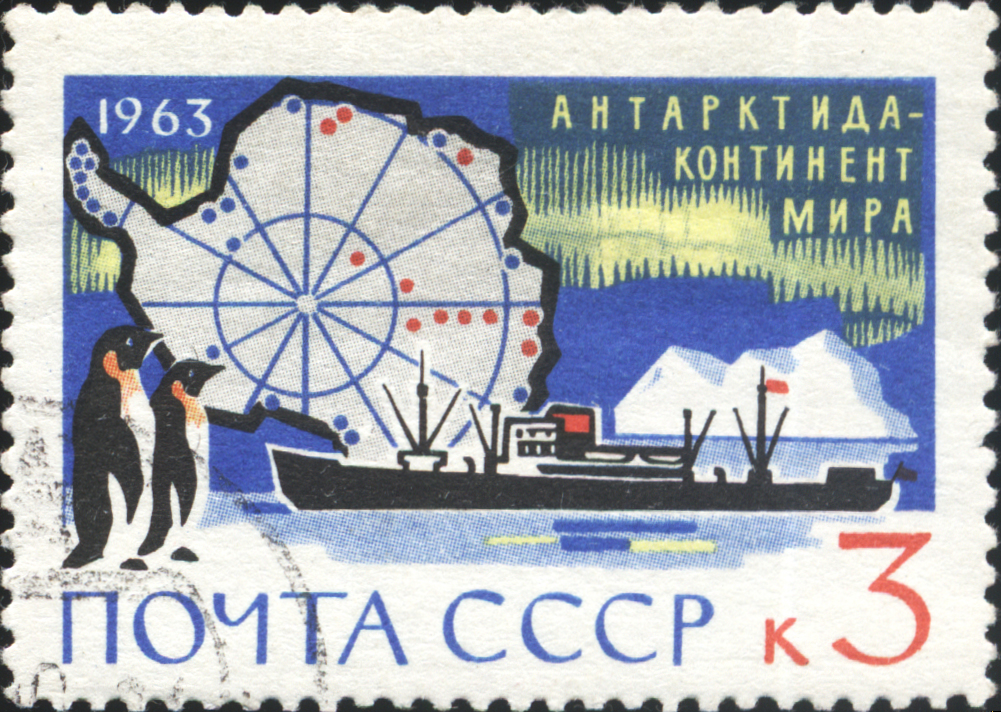
Andréi Kapitsa afirmó la existencia del lago en las conclusiones de las primeras expediciones soviéticas a la zona.

El científico ruso Piotr Kropotkin fue el primero en proponer la existencia de agua dulce bajo las capas de hielo de la Antártida a finales del siglo XIX. Teorizó que la enorme presión ejercida por la masa acumulada de miles de metros de hielo podría aumentar la temperatura en las partes inferiores de la capa de hielo hasta el punto que se derretiría. La teoría de Kropotkin fue desarrollada por el glaciólogo ruso I. A. Zotikov, quien escribió su tesis de doctorado sobre este tema en 1967.
El geógrafo ruso Andréi Kapitsa utilizó sondeos sísmicos en la zona de la estación Vostok, construida durante la Expedición Antártica Soviética entre 1959 y 1964 para medir el espesor de la capa de hielo. Kapitsa fue el primero en sugerir la existencia de un lago subglacial en la región, y una investigación posterior confirmó su hipótesis.
A principios de 1970, unos científicos británicos realizaron sondeos aéreos con radar de penetración de hielo y detectaron lecturas inusuales en un sitio que sugería la presencia de un lago de agua dulce líquida bajo la capa de hielo. En 1991, Jeff Ridley, un especialista en teledetección, junto al Laboratorio de Ciencia Espacial Mullard del University College de Londres, dirigió el satélite ERS-1 para obtener un rayo de alta frecuencia hacia el centro de la capa de hielo antártica. Los datos del ERS-1 confirmaron los hallazgos de la investigación británica de 1973, pero estos nuevos datos no se publicaron en el Journal of Glaciology hasta 1993. El radar espacial reveló que este cuerpo subglacial del agua dulce es uno de los lagos más grandes del mundo, y uno de unos 140 lagos subglaciales de la Antártida. En 1996, un grupo de científicos rusos y británicos delinearon el lago al integrar una variedad de datos, como observaciones de un radar de penetración de hielo aerotransportado y altimetría de radar espacial. Se confirmó que el lago contiene grandes cantidades de agua líquida bajo una capa de hielo de más 3 km de espesor. El lago posee al menos veintidós cavidades de agua líquida, cada una de 10 km en promedio.
El nombre del lago proviene de la base Vostok, que a su vez lleva el nombre de un barco sloop-of-war de 900 toneladas, el Vostok (Восток), comandado por uno de los descubridores de la Antártida, el almirante y explorador ruso Fabian Gottlieb von Bellingshausen. La palabra Bосток significa «oriente» u «este» en ruso,  y el nombre de la estación y el lago hacen referencia al hecho de que se encuentran en la parte oriental del continente. En 2005, se encontró una isla en el centro del lago. Después, en enero de 2006, se publicó el descubrimiento de dos lagos cercanos y más pequeños bajo la capa de hielo; se nombran 90°E (90 Grados Este) y Sovétskaya. Se sospecha que estos lagos pueden estar conectados por una red de ríos subglaciales. Unos glaciólogos del Centro para la Observación y Modelado Polar propusieron que muchos de los lagos subglaciales de la Antártida están, al menos, temporalmente interconectados. Debido a la variación de la presión de agua entre los lagos individuales, pueden formarse repentinamente grandes ríos subterráneos y luego forzar amplios volúmenes de agua a través del hielo sólido.
El agua que contiene es muy antigua, con un tiempo de residencia medio de un millón de años, que contrasta con los seis años del lago Ontario. Esto implica que una misma molécula de agua tarda en renovarse y abandonar el entorno una media de un millón de años, una tasa de renovación muy inferior a la de los lagos comunes (50 a 100 años) e incluso a la de las masas oceánicas (unos 3200 años), en comparación el agua del subsuelo se renueva cien veces más rápido (10 000 años).

## Historia geológica
África se separó de la Antártida hace unos 160 millones de años, seguida por el subcontinente indio, en el Cretácico Inferior (unos 125 millones de años atrás). Hace unos 66 millones de años, la Antártida (entonces conectada con Australia) tenía un clima tropical o subtropical, una fauna marsupial y un extenso bosque templado húmedo.
La cuenca del lago es pequeña (50 km de ancho) y con características tectónicas dentro una zona de 100 km de varias colisiones continentales entre la cordillera Gamburtsev, una cordillera subglacial y la región del Domo C. El agua del lago se aloja en un lecho de sedimentos de 70 m de espesor, que ofrece la posibilidad de contener un registro climático único y la vida en la Antártida antes de que se formara la capa de hielo.

## Características

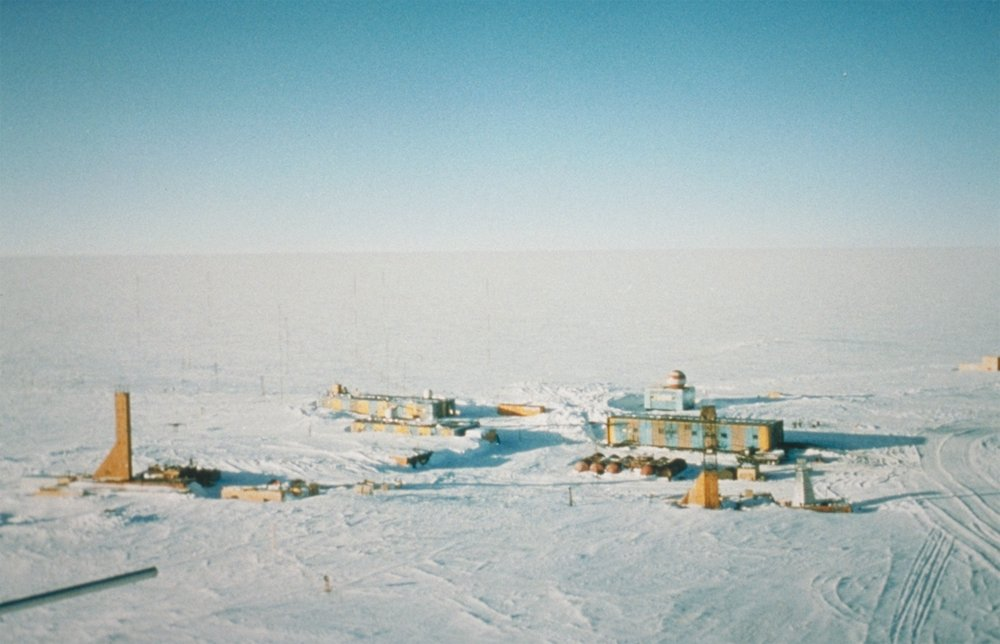
Base Vostok.

Se estima que el agua del lago quedó sellada bajo una gruesa capa de hielo hace unos 15 millones de años. Inicialmente se pensó que dicho cuerpo de agua existía bajo el lago desde el momento de su formación, lo que da un tiempo de residencia de alrededor de un millón de años. No obstante, la investigación posterior de Robin Bell y Michael Studinger (del Observatorio Terrestre Lamont-Doherty de la Universidad de Columbia) concluyó que el agua del lago es de congelación continua y que se deja llevar por el movimiento de la capa de hielo de la Antártida, aunque es reemplazada por agua fundida de otras partes de la capa de hielo en condiciones de alta presión. De acuerdo con esto, se estima que todo el volumen del lago se sustituye cada 13 300 años —un tiempo de residencia promedio—.
La temperatura más fría registrada en la Tierra, -89 °C, se registró en la base Vostok el 21 de julio de 1983. En cuanto las razones por las que permanece líquida en el lugar más frío del planeta, se han sugerido diversas hipótesis. La primera asegura que la temperatura promedio del agua sería de -3 °C; sigue estado líquida por debajo del punto de congelación normal debido a la alta presión (360 atm) provocada por el peso del hielo encima de ella. Su solidificación no es posible (a esa temperatura), pues el hielo se funde con la presión. La segunda teoría afirma que el calor geotérmico del interior de la Tierra calienta las rocas bajo el lago, o que la cubierta de hielo, que es un mal conductor de calor, podría actuar como una manta aislante, protegiéndolo de las frías temperaturas de la superficie. Otra posibilidad es que el lago no haya tenido tiempo de congelarse después de un período templado que finalizó hace alrededor de 5000 años.
El lago es un entorno oligotrófico extremo, y se espera que esté sobresaturado de nitrógeno y oxígeno, con unos 2.5 L de nitrógeno y oxígeno por cada 1 kg de agua; es decir que tiene unas concentraciones cincuenta veces más altas que las que normalmente se encuentran en los lagos de agua dulce ordinarios de la superficie terrestre. Se calcula que el peso y la presión absoluta llegan a los 345 bares en la capa de hielo continental sobre el lago; esto contribuye a la alta concentración de gas. Aparte de disolverse en el agua, el oxígeno y otros gases quedan atrapados en un tipo de estructura llamado clatrato. En estas estructuras, los gases están encerrados en una jaula helada y se observan como nieve compactada. Estas se forman en las profundidades del lago a una alta presión y serían inestables si llegaran a la superficie.
En abril de 2005, investigadores alemanes, rusos y japoneses descubrieron que el lago también posee mareas. Dependiendo de la posición del Sol y la Luna, la superficie se eleva entre 12 mm. El lago se encuentra bajo una oscuridad absoluta, a una presión de 355 bares y con un ambiente rico en oxígeno, por lo que los investigadores especulan que los organismos que habitan en el lago podrían haber evolucionado de una manera única y que la fluctuación de la superficie tiene el efecto de una bomba que mantiene circulando el agua. A partir del 2001, un grupo de científicos estadounidenses comenzó a sobrevolar el lago Vostok a baja altura para estudiar su actividad magnética. Durante estos sobrevuelos, se descubrió una poderosa anomalía magnética de 1 µT en el extremo oriental del lago, que abarca 105 x 75 km. Los investigadores suponen que la anomalía podría ser causada por un adelgazamiento de la corteza terrestre en ese lugar.
Se han encontrado algunos microorganismos, como Hydrogenophilus thermoluteolus, viviendo en los núcleos de hielo extraídos de la profundidad; son especies que residen solo en estas superficies. De acuerdo con lo anterior, los estudiosos sugieren la presencia de una biosfera profunda que habita un sistema geotérmico en el lecho de roca que rodea el lago subglacial. También proponen que es posible que haya vida microbiana en el lago a pesar de la presión alta, el frío constante, el bajo aporte nutricional, la concentración potencialmente elevada de oxígeno y la ausencia de la luz solar. En ese sentido, Europa, una luna de Júpiter, y Encélado de Saturno podrían albergar lagos u océanos bajo una gruesa capa de hielo. La posibilidad de vida en el interior del lago Vostok podría reforzar la teoría de presencia de vida en los satélites naturales helados.

## Investigaciones

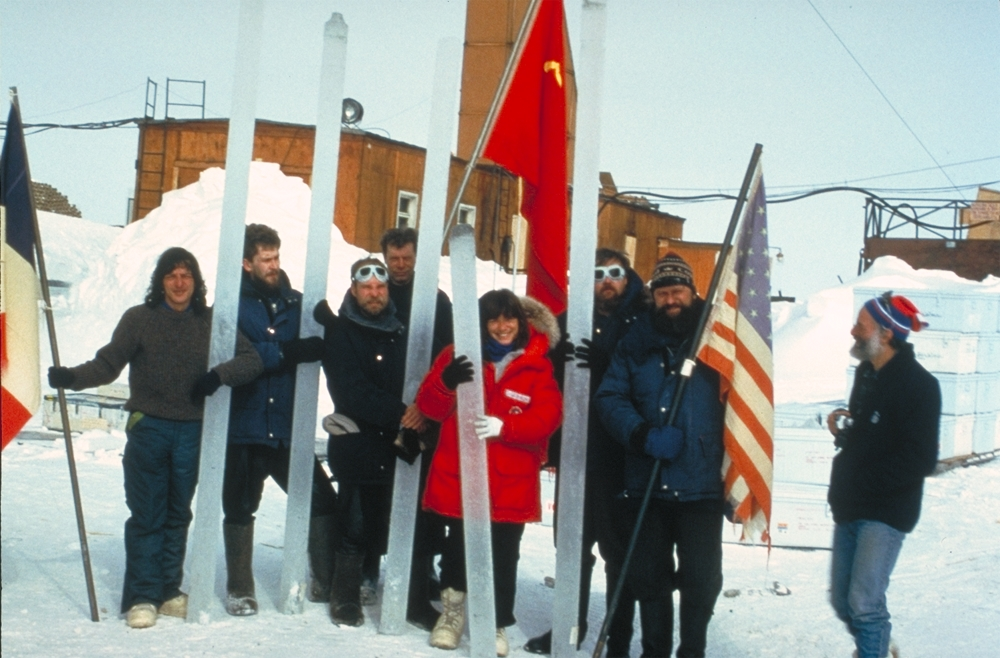
Equipo de la base Vostok con núcleos de hielo taladrados, en 2005.

En 1998, los investigadores de la base Vostok produjeron uno de los núcleos de hielo más largos del mundo. Un equipo de rusos, franceses y estadounidenses perforó y analizó el núcleo, de 3623 m de longitud. Encontraron que las muestras de hielo de perforado cerca de la parte superior del lago podrían tener una antigüedad de 420 000 años. En la teoría propuesta es que la superficie del lago fue sellada por la formación de una capa de hielo, hace 15 millones de años. La perforación del núcleo se detuvo deliberadamente cerca de 100 m del supuesto límite entre la capa de hielo y las aguas líquidas del lago. Esto se hizo para evitar la contaminación del lago con una columna de 60 toneladas de freón y el queroseno utilizada para evitar el pozo se derrumbara y congelarlo de nuevo. Se cree que en la parte más profunda de este núcleo, formada por hielo, se originó a partir de agua congelada del lago en la base de la capa de hielo; en esa zona se encontraron microbios extremófilos, lo que indica que el agua del lago es compatible con las formas vida. Los científicos sugirieron que el lago podría poseer un hábitat único para las bacterias antiguas con una reserva genética microbiana aislada que contiene características desarrolladas posiblemente hace 500 000 años. Se sabe que el lago está formado por dos fosas separadas por una cordillera, por lo que los investigadores teorizan que las composiciones químicas y biológicas de ambas podrían ser diferentes.
Cuando nieva queda aire atrapado en los copos; en los polos y en otras regiones la nieve perpetua, termina formando hielo. El aire queda atrapado en pequeñas burbujas. Normalmente en cada kilogramo de hielo quedan atrapados 100 ml. de aire. De este modo el hielo polar funciona como un «museo del aire», proporcionando información de la composición de la atmósfera hasta medio millón de años atrás. Las técnicas de extracción y análisis de gases proporcionan las concentraciones de CO2 anteriores al momento actual y aportan evidencias del cambio climático. Los registros de hielo muestran que las concentraciones de CO2 no tienen precedente en los últimos 650 000 años.

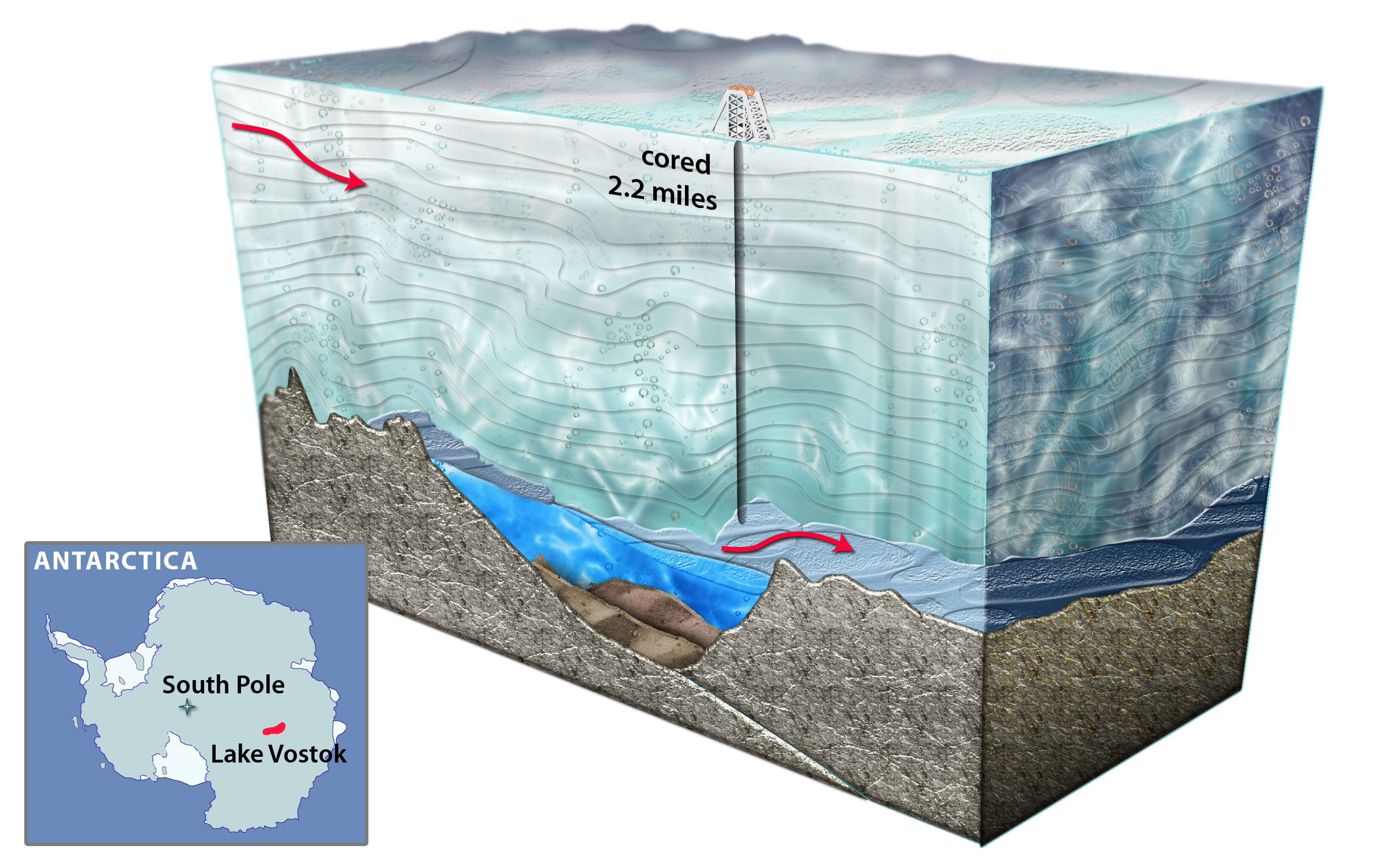
Representación en bloque diagrama de la perforación de 2011 en el lago.

En enero de 2011, el jefe de la Expedición Antártica Rusa, Valery Lukin, anunció que a su equipo solo le restaban 100 m de hielo por perforar para alcanzar el agua del lago. Los investigadores cambiaron una cabeza del taladro térmico por una nueva con un fluido de aceite de silicona «limpia» para perforar el resto del túnel. En lugar de perforar hasta encontrar el agua, se detuvieron justo cuando un sensor en el taladro térmico detectó agua libre. En ese punto, el taladro fue frenado y extraído del agujero de perforación. Al retirar la broca se reduciría la presión debajo de ella, ingresaría agua en el agujero, se congelaría y crearía un tapón de hielo en el fondo del agujero. La perforación se detuvo el 5 de febrero de 2011 a una profundidad de 3720 m, de modo que el equipo de investigación pudo extraer el hielo antes del comienzo de la temporada de invierno antártico. El equipo de perforación fue trasportado por avión el 6 de febrero de 2011.
De acuerdo con el plan, el equipo regresó al verano siguiente para tomar una muestra del hielo y analizarla. Los rusos reanudaron la perforación en el lago, en enero de 2012, y llegaron a la superficie superior del agua el 6 de febrero de 2012. Los investigadores permitieron que el agua del lago se congelara dentro del taladro y, meses más tarde, recogieron muestras de núcleos de este hielo recién formado y las enviaron al Laboratorio para Glaciología y Geofísica Ambiental en Grenoble para su análisis.

## Resultados de estudios biológicos

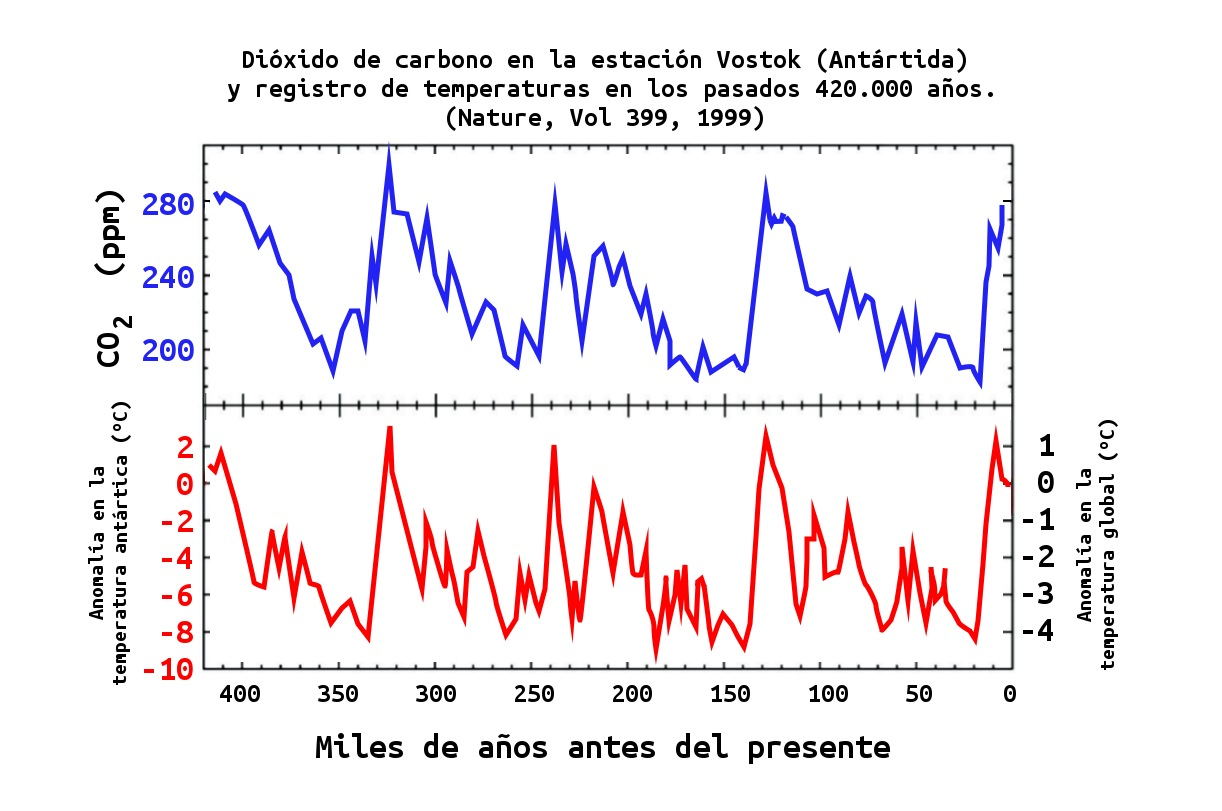
Concentraciones de CO_{2} y relación con la variación de temperatura en los últimos 420 000 años

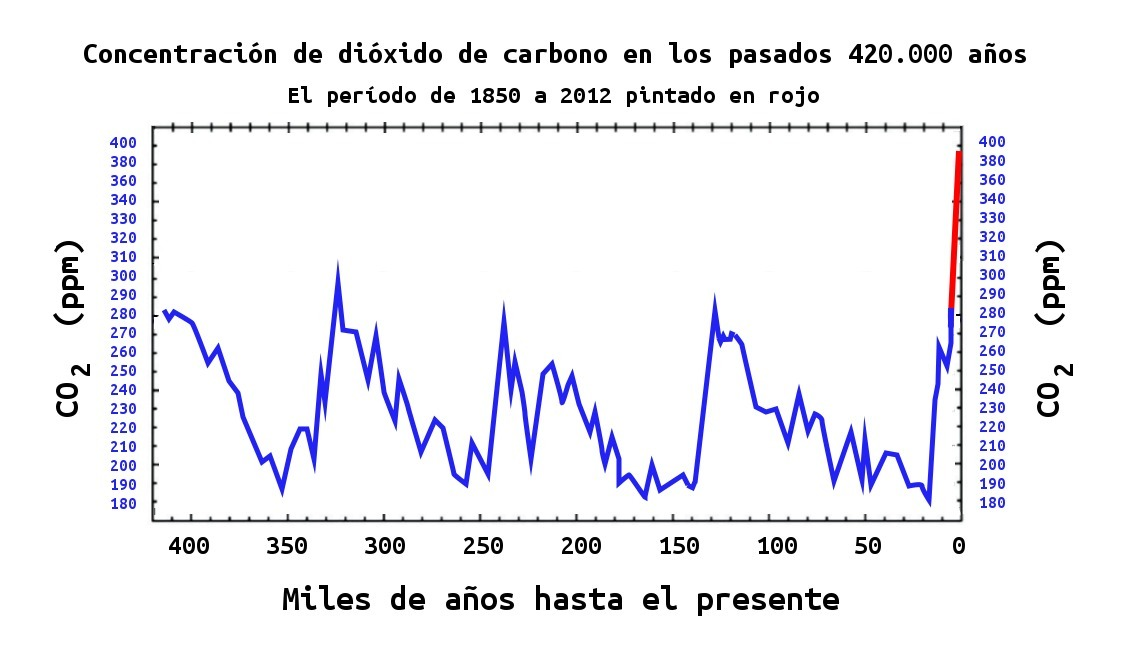
Concentraciones de CO_{2} en los últimos 420 000 años. El período industrial desde 1850 aparece de color rojo al final de la línea del gráfico.

### Investigadores británicos y estadounidenses
Los científicos reportaron la evidencia de microbios en el hielo de acreción en 1999. Desde entonces, un equipo liderado por Scott O. Rogers identificó una variedad de bacterias y hongos en el hielo de acreción (no de la capa de agua subglacial) recolectado durante proyectos de perforación estadounidenses en la década de 1990. Según Rogers, esto indica que el lago bajo la capa de hielo no es estéril, sino que contiene un ecosistema único. Rogers publicó en julio de 2013 un artículo sobre los experimentos que su equipo realizó para obtener la secuenciación de ácidos nucleicos (ADN y ARN) y los resultados permitieron deducir las vías metabólicas representadas en el hielo de acreción y, por extensión, en el lago. El equipo encontró 3507 secuencias de genes únicos, y que aproximadamente el 94 % de las secuencias eran de bacterias y el 6 % eran de eucariontes. Las clasificaciones o identificaciones taxonómicas (de género y/o especie) fueron posibles para 1623 de las secuencias. En general, los taxones eran similares a organismos descritos previamente en lagos, aguas salobres, ambientes marinos, suelos, glaciares, hielo, sedimentos lacustres, sedimentos de aguas profundas, respiraderos hidrotérmicos de aguas profundas, animales y plantas, entre otros. Había presentes secuencias de aeróbicos, anaeróbicos, psicrófilos, termófilos, halófilos, alcalófilos, acidófilos, resistente a la desecación, y organismos autótrofos y heterótrofos, incluyendo un número de eucariontes multicelulares.
Sin embargo, el microbiólogo David Pearce, de la Universidad de Northumbria en Newcastle upon Tyne, indicó que el supuesto ADN podría ser simplemente una contaminación por el proceso de perforación, y que no es representativo del mismo lago Vostok. Los antiguos núcleos de hielo perforados en el 1990 eran para buscar evidencia climática prehistórica enterrada en el hielo, en lugar de restos de vida, por lo que el equipo de perforación no los esterilizó. También Sergey Bulat, un experto en el lago del Instituto de Física Nuclear de San Petersburgo en Gátchina, duda de que cualquiera de las células o fragmentos de ADN en las muestras podría pertenecer a organismos que pudieran existir en el lago. Dice que es muy probable que las muestras están fuertemente contaminadas con tejidos y microbios del mundo exterior.

### Investigadores rusos y franceses
Científicos rusos y franceses han llevado a cabo estudios de ADN molecular del agua del lago que fue congelado en el pozo, mediante la construcción de numerosas genotecas, que son fragmentos de ADN que permiten a los científicos identificar a qué especies de bacterias puedan pertenecer. Hasta ahora, las muestras tomadas del lago contienen aproximadamente una parte del queroseno por 1000 de agua, y están contaminadas con bacterias presentes previamente en la broca y el queroseno en el fluido de perforación. Hasta ahora, los científicos han podido identificar 255 especies contaminantes, pero también han encontrado una bacteria desconocida cuando se taladró la superficie del lago en 2012; el taxón no coincide con otras especies en las genotecas internacionales y esperan que sea un habitante único del lago Vostok. Sin embargo, Vladímar Korolev, el jefe de laboratorio del estudio en la misma institución, dijo que las bacterias podrían ser, en principio, un contaminante que utilizan queroseno —el anticongelante usado durante el taladrado— como fuente de energía.
La comunidad científica indicó de que no se obtendrá información valiosa hasta que puedan aportar muestras limpias de agua del lago, no contaminadas por el fluido de la perforación. En mayo de 2013, la instalación de perforación en la base Vostok de la Antártida fue declarada monumento histórico como «el resultado del reconocimiento de los logros de la investigación rusa de la Antártida por la comunidad científica internacional, y de las operaciones independientes para abrir el lago subglacial Vostok, realizadas por científicos rusos el 5 de febrero de 2012», independientemente de los problemas de contaminación.
En enero de 2015, Russia Today afirmó que los científicos rusos habían hecho un nuevo pozo «limpio» en el lago usando una sonda especial de 50 kg, que recogió aproximadamente 1 L de agua no contaminada por el fluido anticongelante. Se predijo que el agua se elevaría 30-40 m en la parte inferior del pozo de perforación, pero en realidad el agua subió hasta una altura de superior a 500 m. En octubre de 2015, la obra fue suspendida por el verano austral y debido a los escasa financiación aportada por el gobierno ruso federal.

## Investigaciones recientes y acceso al lago
Algunos grupos ecologistas se oponen al proyecto de perforación y ciertos científicos han argumentado que la perforación con agua caliente tendría un impacto ambiental más limitado. La principal preocupación es que el lago podría contaminarse con el líquido anticongelante que los rusos utilizan para mantener abierto el pozo. Los científicos del Consejo Nacional de Investigación de los Estados Unidos advierten que se debe asumir que existe vida microbiana en el lago Vostok y, que después de un largo aislamiento, cualquier forma de vida en sus aguas requiere de una protección estricta contra la contaminación.
La técnica de perforación original, empleada por los rusos, implicó el uso de freón y queroseno para lubricar la perforación y evitar que colapsara y congelara antes de terminar; hasta el momento, se han utilizado 60 toneladas cortas de estas sustancias químicas en el hielo sobre el lago. Otros países, en particular los Estados Unidos y el Reino Unido, no han logrado convencer a los rusos de no seguir perforando el lago hasta que usen tecnologías más limpias, como la perforación de agua caliente. Aunque los rusos afirman haber mejorado sus operaciones, siguen utilizando el mismo pozo de sondeo, que está contaminado con queroseno. De acuerdo con Lukin, el nuevo equipamiento desarrollado por investigadores del Instituto de Física Nuclear de San Petersburgo permitiría asegurar que la investigación no provocase la contaminación del lago. Fue el Instituto de Minería de San Petersburgo el que desarrolló un tipo de sonda basada en la variación de presión, actuando como un émbolo que absorbe el agua desde el lago hacia arriba Lukin aseguró en repetidas ocasiones que otras naciones firmantes del Sistema del Tratado Antártico pueden perforar el lago sin afectarlo, con el argumento de que abrir el agujero, el agua correrá hasta el pozo, congelará y neutralizará los fluidos químicos cercanos.
Para probar la existencia de vida en el lago Vostok sin contaminar el medio ambiente en el proceso, el Laboratorio de Propulsión a Chorro de la NASA (JPL), planeaba utilizar una sonda para derretir el hielo, llamada «cryobot», que derretiría el hielo a su paso, dejando tras de sí un cable de comunicaciones y de energía eléctrica. El cryobot llevaría consigo un mini-submarino llamado «hydrobot», que será desplegado una vez que el cryobot haya derretido el hielo y alcanzado las aguas del lago. La misión del hydrobot sería la búsqueda de existencia de vida en las aguas de lago, utilizando una cámara de vídeo y otros instrumentos de medición.